# كيوكو كاغاوا
كيوكو كاغاوا (باليابانية: 香川京子؛ بالكانا: かがわ きょうこ) هي ممثلة يابانية، ولدت في 5 ديسمبر 1931 في طوكيو في اليابان.

## أعمال

### أفلام
- (1953) قصة طوكيو
- (1954) المأمور سانشو

## وصلات خارجية
- كيوكو كاغاوا على موقع IMDb (الإنجليزية)
- كيوكو كاغاوا على موقع روتن توميتوز (الإنجليزية)
- كيوكو كاغاوا على موقع ألو سيني (الفرنسية)
- كيوكو كاغاوا على موقع أول موفي (الإنجليزية)
- كيوكو كاغاوا على موقع قاعدة بيانات الأفلام السويدية (السويدية)
- كيوكو كاغاوا على موقع قاعدة بيانات الفيلم (الإنجليزية)
- كيوكو كاغاوا على موقع كينوبويسك (الروسية)